# Martial Raysse
Martial Raysse (* 12. února 1936 Golfe-Juan, Vallauris, Francie) je francouzský filmový režisér, malíř a tvůrce neo-dadaistických objektů. Proslavil se zejména svými asamblážemi, které tvořil jako reakci na konzumní společnost 60. let 20. století. Později se soustředil na malbu s mytologickými náměty. K jeho nejslavnějším výstavám patří retrospektivní expozice v Centre Pompidou v Paříži v roce 1981.
Narodil se do rodiny keramika v jihofrancouzském Golfe-Juanu, části města Vallauris. Už od dětství měl blízko k umění, ve věku dvanácti let začal malovat a psát poezii. V mládí se věnoval atletice, ale nepřestával se zajímat o svět umění.
S postupem času začal hromadit zdánlivě nepotřebné maličkosti a odpadní kousky materiálů, které si uchovával doma pod plexisklem. V roce 1958 poprvé společně s Jeanem Cocteauem vystavoval některé ze svých obrazů v galerii Longchamp. Pokračoval ve své sběratelské zálibě a tak vykupoval nízkonákladové obchody s nepotřebnými plastovými předměty a zbytkovými materiály. V hlavě si při tomto procesu utvářel vlastní vizi náhledu na konzumní společnost. Nalezené předměty poté sestavoval do kompozic a vytvářel z nich výstavní objekty. Recyklované objekty představil veřejnosti komerční výstavou v Miláně roku 1961, čímž na sebe strhl pozornost kritiky i široké veřejnosti. Sklidil svůj první úspěch, všechny výstavní předměty byly vyprodány během pouhých 15 minut po zahájení. Poté cestoval do Spojených států amerických, aby se zde zapojil do umělecké scény pop artu v New Yorku.
V říjnu roku 1960 spolu s Yvesem Kleinem, Armanem, Danielem Spoerrim, Jeanem Tinguelym, François Dufrênem, Raymondem Hainsem a Jacquesem Villeglém založil umělecké hnutí „Noví realisté“, kteří se snažili o nové způsoby vnímání skutečnosti a její zprostředkování. Tendencí skupiny bylo nazírat na svět jako na obraz, jenž lze rozebrat do dílčích částí, které lze poté znovu začlenit do uměleckého díla a tak jim dát nový význam. Častými metodami tvorby byly techniky koláže, dekoláže, montáže a asambláže. Manifest skupiny sepsal a téhož roku prezentoval výtvarný teoretik a kritik Pierre Restany.
Kromě objektů vytvořil řadu obrazů, ve kterých s oblibou používá komplementárních (opačných) barev a kombinuje výtvarné techniky. Nejčastěji zobrazuje ženy. Svým stylem navazuje na umění fauvismu a dadaismu.